# Nell Peak
Der Nell Peak (englisch; bulgarisch връх Нел wrach Nel) ist ein 1700 m hoher und teilweise unvereister Berg im westantarktischen Ellsworthland. Er ragt 4,93 km nördlich des Mount Weems, 9,07 km ostnordöstlich des Mount Lymburner, 9,4 km südöstlich des Mount Liavaag und 14,4 km südlich des Lanz Peak nahe dem nördlichen Ende der Sentinel Range im Ellsworthgebirge auf.
US-amerikanische Wissenschaftler kartierten ihn 1961. Die bulgarische Kommission für Antarktische Geographische Namen benannte ihn 2014 nach dem britischen Geologen Philip Nell, einem Mitglied einer bulgarisch-britischen Mannschaft bei der vom British Antarctic Survey organisierten Erkundung der Alexander-I.-Insel zwischen 1987 und 1988.